# Uropodidae
Famille
Les Uropodidae Kramer , 1881 sont des Acariens Mesostigmata, c'est la principale famille Uropodina avec près de 600 espèces et 35 genres.
Phaulodinychidae Berlese, 1917 en est synonyme.

## Classification
- Allocircocylliba Marais & Loots, 1981
- Antennequesoma Sellnick, 1926
- Baloghibrasiluropoda Hirschmann, 1973
- Baloghjkaszabia Hirschmann, 1973
- Brasiluropoda Hirschmann & Zirngiebl-Nicol, 1964
- Castrichovella Wisniewski & Hirschmann, 1990
- Castriidinychus Hirschmann, 1973
- Castrinenteria Hirschmann, 1979
- Centrouropoda Berlese, 1916
- Cilliba von Heyden, 1826 synonyme Discopoma Canestrini & Canestrini, 1882
- Congouropoda Hirschmann & Hiramatsu, 1977
- Coxequesoma Sellnick, 1926 synonymes Panamatrichocylliba Hirschmann, 1975 et Habeogula Elzinga, 1989
- Cyclacarus Ewing, 1933
- Elegansovella Hirschmann, 1989
- Eucylliba Berlese, 1917
- Hildaehirschmannia Wisniewski, 1995
- Hutufeideria Hirschmann & Hiramatsu, 1977
- Jerzywisniewskia Hirschmann, 1979
- Kaszabjbaloghia Hirschmann, 1973
- Multidenturopoda Wisniewski & Hirschmann, 1991
- Nobuohiramatsuia Hirschmann, 1990
- Odonturopoda Marais, 1977
- Planodiscus Sellnick, 1926
- Pseudouropoda Oudemans, 1936 nouveau nom de Notaspis Koch, 1836 préoccupé par Hermann 1804
- Rotundabaloghia Hirschmann, 1975
- Tetrasejaspis Sellnick, 1941
- Trichocylliba Berlese, 1903
- Trichouropodella Hirschmann & Zirngiebl-Nicol, 1972
- Tuberdinychus Schweizer, 1961
- Ungulaturopoda Hirschmann, 1984
- Urocychellopsis Willman, 1953
- Urocyciella Berlese, 1913
- Uroplitana Sellnick, 1926
- Uropoda Latreille, 1806
  - Uropoda (Uropoda) Latreille, 1806 synonymes Australocilliba Athias-Binche & Bloszyk, 1988, Corbidinychus Womersley, 1961, Diphaulocylliba Vitzhum, 1925, Discotrachytes Berlese, 1916, Mummulus Berlese, 1884, Neodiscopoma Vitzhum, 1941, Olodiscus Berlese, 1917, Opisthope Richters, 1967, Phaulocylliba Berlese, 1904, Phaulodinychus Trägårdh, 1943 préoccupé par Berlese 1905, Piracarus Richters, 1907, Uropolyaspis Berlese, 1903
  - Uropoda (Metadinychus) Berlese, 1916
  - Uropoda (Phaulodinychus) Berlese, 1903 synonymes Halouropoda Halbert, 1915, Laqueaturopoda Hirschmann, 1979 et Hiramatsulaqueata Hirschmann, 1984
- Wernerhirschmannia Hiramatsu, 1983